# کائوری نازوکا
کائوری نازوکا (انگلیسی: Kaori Nazuka؛ زادهٔ ۲۴ آوریل ۱۹۸۵) هنرپیشه، صداپیشه و خواننده اهل ژاپن است. وی از سال ۱۹۹۳ میلادی تاکنون مشغول فعالیت بوده‌است. او برای صداپیشگی نقش‌هایی همچون نانالی لامپروژ در مجموعه کد گیاس، نقش اصلی در اورکا سون، کوزت در بینوایان و چروشی در آکامه گا کیل! شناخته شده‌است.